# Zespół Hoffmana
Zespół Hoffmana (ang. Hoffman's syndrome) – zespół objawów chorobowych o typie miopatii, występujący u osób z niedoczynnością tarczycy.
Chorobę opisał po raz pierwszy w 1897 roku niemiecki neurolog Johann Hoffmann.
Miopatia rozwija się u 40% (choć według niektórych autorów może nawet występować u 80%) chorych z niedoczynnością tarczycy. Choroba objawia się osłabieniem mięśni, łatwą męczliwością, sztywnością i bolesnością mięśni oraz ich bolesnymi skurczami, które nasilają się pod wpływem wysiłku oraz zimna.
Cechą charakterystyczną i konieczną do rozpoznania zespołu Hoffmana jest jednak przerost rzekomy mięśni i osłabienie mięśni proksymalnych (ramion, ud), przedłużona faza relaksacyjna odruchów ścięgnistych. Zmianom towarzyszy zwiększenie aktywności kinazy kreatynowej. Z uwagi, że objawy zespołu występują w przebiegu niedoczynności tarczycy (na przykład z powodu choroby Hashimoto), w przebiegu zespołu stwierdza się zwiększone stężenie TSH oraz obniżone tyroksyny.
W badaniu elektromiograficznym nie stwierdza się specyficznych dla tej jednostki chorobowej zaburzeń.
Objawy choroby ustępują po wyrównaniu czynności hormonalnej tarczycy.
Odpowiednik zespołu Hoffmana u dzieci jest nazywany zespołem Kochera-Debrégo-Semelaigne'a.